# Молино Сакриста (Павија)
Молино Сакриста је насеље у Италији у округу Павија, региону Ломбардија.
Према процени из 2011. у насељу је живело 11 становника. Насеље се налази на надморској висини од 156 м.